# Cody Cameron
Cody Cameron, född 1970, är en amerikansk filmregissör och röstskådespelare. Han påbörjade sin karriär inom animerad film vid DreamWorks Animation och övergick 2004 till Sony Pictures Animation.

## Filmografi (urval)
- Shrek
- Open Season